# Рицарите на дявола
Рицарите на дявола (на италиански: I cavalieri del diavolo) е италиански приключенски филм от 1959 година, режисьор е Сиро Марчелини.
През 1555 г. Франция е разтърсена от многобройни религиозни и политически борби. В двора, благодарение на Катерина Медичи, цари интригантска атмосфера. Капитан Ричард Стилър се завръща от война и иска да се ожени за момичето, което обича от детинство, контеса Луиза. Той трябва да се бори за нейната ръка и за контрол на кралския двор със зъл херцог.
Това е филм за любовта и борбата за нея във времето когато споровете са се решавали с дуел. Филмът е в стила на „Тримата мускетари“.